# Roosevelt Sykes
Roosevelt Sykes, född den 31 januari 1906 i Elmar, Arkansas, död den 17 juli 1983 i New Orleans, Louisiana, var en amerikansk bluespianist och -sångare. Han kallades även "The Honey Dripper" (speciellt på Decca) och gjorde dessutom inspelningar under pseudonymerna "Easy Papa Johnson" (på Melotone), "Dobby Bragg" (på Paramount) och "Willie Kelly" (på RCA Victor).